# Teucholabis subpulchella
Teucholabis subpulchella är en tvåvingeart som beskrevs av Alexander 1959. Teucholabis subpulchella ingår i släktet Teucholabis och familjen småharkrankar. Inga underarter finns listade i Catalogue of Life.